# Motorniczy
Motorniczy – maszynista tramwaju.

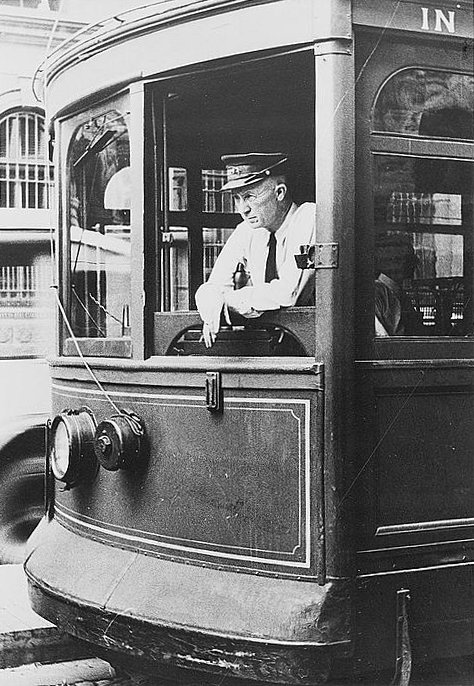
Motorniczy w Waszyngtonie, ok. 1936

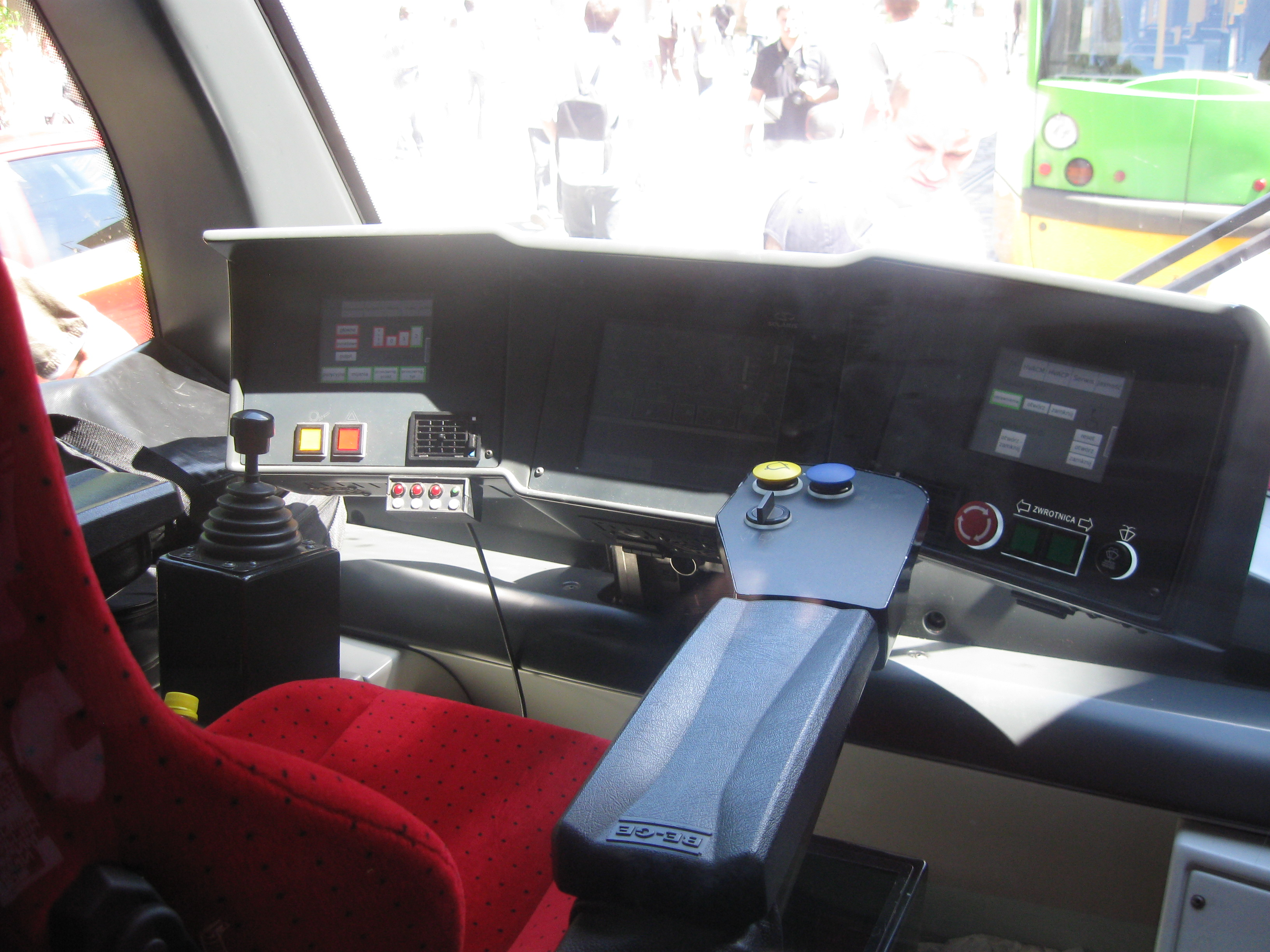
Kabina motorniczego w nowoczesnym tramwaju (Solaris Tramino)

Zawód motorniczego wywodzi się bezpośrednio od woźnicy, gdyż w początkowym okresie stosowane były wyłącznie tramwaje konne. Pierwsze tramwaje elektryczne nie posiadały osłoniętej kabiny motorniczego i kierujący narażony był na zmienne warunki atmosferyczne. Z czasem wprowadzono owiewki i szyby z przodu wozu, a następnie kompletne kabiny. Początkowo zawód ten był zarezerwowany wyłącznie dla mężczyzn, ale już podczas I wojny światowej rozpoczęto zatrudnianie kobiet na tym stanowisku.

## Wymagania dla kandydata na motorniczego w Polsce
- ukończone 21 lat,
- pozytywny wynik badania lekarskiego i testu psychologicznego[1],

## Tryb szkoleń
Kursy są organizowane przez Ośrodki Szkolenia Motorniczych. Zajęcia dzielą się na teoretyczne i praktyczne. Zajęcia praktyczne to jazda tramwajem szkoleniowym. Kursy teoretyczne obejmują naukę prawa o ruchu drogowym, budowy tramwaju, postępowania w czasie awarii, pierwszej pomocy, techniki jazdy w trudnych warunkach. Szkolenia kończą się egzaminem w Wojewódzkim Ośrodku Ruchu Drogowego. Pozytywny wynik egzaminu wiąże się z wydaniem pozwolenia na kierowanie tramwajem.